# Men I Trust
Men I Trust é uma banda canadense de indie electro-pop formada na cidade de Quebec, Canadá.

## Carreira
A banda Men I Trust foi fundada em 2014 por dois amigos de escola, Jessy Caron e Dragos Chiriac, que se reencontraram no departamento de música da Université Laval. Emmanuelle Proulx se juntou ao conjunto posteriormente, como cantora e guitarrista. Eles lançaram um EP autointitulado em 2014, apresentado posteriormente no Festival de Jazz de Montreal, Festival de Verão da cidade de Quebec e no festival M for Montreal. Em 2015, lançam o álbum Headroom. Em 2017, a banda realizou uma turnê na China, incluindo as cidades de Shenzhen, Pequim e Xangai. No mesmo ano, lançam o single e o vídeo da música, "I hope to be around". Em 2018, lançam o single "Show me How", cujo vídeo clipe é dirigido pela banda. Neste ano, a banda realizou sua turnê norte americana.

## Membros
Jessy Caron - Baixo, co-fundador da banda.
Dragos Chiriac - Teclado, co-fundador da banda.
Emmanuelle "Emma" Proulx - Vocais e guitarrista.  Proulx também tem uma carreira solo, com o projeto autoral chamado Bernache.

## Discografia

### Álbuns
- Men I Trust (2014)
- Headroom (2015)
- Oncle Jazz (2019)
- Forever Live Sessions (2020)
- Untourable Album (2021)

### Singles
- "Break for Lovers (feat.Helena)" (2015)
- "Humming Man" (2016)
- "Lauren" (2016)
- "Plain View" (2016)
- "You Deserve This" (2017)
- "Tailwhip" (2017)
- "I Hope to Be Around" (2017)
- "Show Me How" (2018)
- "Seven" (2018)
- "Numb" (2019)
- "Norton Commander (All We Need)" (2019)
- "Lucky Sue" (2020)
- "Tides" (2021)
- "A Cycle" (2021)
- "Black Hole Era" (2021)
- "Hard to Let Go" (2022)
- "Billie Toppy" (2022)
- "Girl" (2022)
- "Ring of Past" (2023)